# Hexatoma (Eriocera) setigera
Hexatoma (Eriocera) setigera is een tweevleugelige uit de familie steltmuggen (Limoniidae). De soort komt voor in het Oriëntaals gebied.